# Family Four
Family Four est un groupe suédois formé en 1964 par la famille Öst (Berndt, Inger, Siw et Stig Öst). 
Le groupe était le plus populaire de 1969 jusque dans les années 1970 sous la composition de Berndt Öst, Agnetha Munther, Marie Bergman et Pierre Isacsson.
À l'international, le groupe est principalement connu pour avoir représenté la Suède aux Concours Eurovision de la chanson de  1971 avec la chanson Vita vidder (6e, 85 points) et de 1972 avec la chanson Härliga sommardag (13e, 75 points),.

## Discographie

### Albums studio
- 1964 : The Family Four
- 1969 : Jag känner att jag börjar tycka om dig
- 1971 : 1971
- 1971 : Family Four's jul
- 1972 : Picknick
- 1973 : Picknick
- 1974 : Kalla't va du vill
- 1975 : Show med Family Four
- 1976 : Family Four Singers
- 1977 : Versatility
- 1984 : Family Four-84

### Album en public
- Family Four på Berns (live) (1973)

### Compilation
- Vita vidder och andra Guldkorn (1999)
- Guldkorn (2000)

### Singles
| Année | Single                           | Classement hebdomadaire |
| Année | Single                           | Suède (Svensktoppen),   |
| ----- | -------------------------------- | ----------------------- |
| 1964  | Lyckovägen                       | 4                       |
| 1965  | Greensleeves                     | 5                       |
| 1965  | Nicolina                         | 5                       |
| 1965  | Flickan med paraply              | 3                       |
| 1965  | Skicka hem mej till bollnäs      | 8                       |
| 1966  | En vacker da                     | 10                      |
| 1966  | Mari Helena                      | 4                       |
| 1967  | De ska va gamla låtar            | 4                       |
| 1969  | Kör långsamt                     | 1                       |
| 1969  | Jag känner att jag börjar tycka  | 2                       |
| 1969  | Följ med mig på vägen            | 6                       |
| 1969  | Tiden går och klockan slår       | 5                       |
| 1970  | Ta hit din längtan               | 2                       |
| 1971  | Det var inte menat så            | 1                       |
| 1971  | En dag fylld av kärlek           | 3                       |
| 1971  | Vita vidder (en)                 | 2                       |
| 1971  | Heja mamma                       | 6                       |
| 1971  | Nu kan hela vår värld sjunga med | 2                       |
| 1971  | Familjelycka                     | 8                       |
| 1972  | Härliga sommardag                | 6                       |
| 1973  | Jag undrar när solen går ner     | 6                       |
| 1973  | Kalla't va' du vill              | 6                       |
| 1974  | Samma sol                        | 5                       |
| 1974  | Ge mej din hand                  | 6                       |
| 1975  | Det är då du behöver en vän      | 5                       |
| 1976  | Vår gamla sång                   | 9                       |
| 1976  | Skutterumpenstumpen              | 9                       |